# Rivoluzione e controrivoluzione in Germania
Rivoluzione e controrivoluzione in Germania (in tedesco Revolution und Konterrevolution in Deutschland), conosciuto negli Stati Uniti come Germania: rivoluzione e controrivoluzione, è un libro scritto da Friedrich Engels, con il contributo di Karl Marx. È stato scritto come una serie di articoli sulla Germania dal 1848 in poi. Il progetto fu suggerito per la prima volta a Karl Marx da Charles Dana nel 1851. Dana era uno dei redattori del New York Daily Tribune. La serie apparve per la prima volta sul Tribune tra il 25 ottobre 1851 e il 23 ottobre 1852. Segnò l'inizio di una serie decennale di contributi di Marx ed Engels al New York Daily Tribune.
"Revolution and Counter-Revolution in Germany" è un resoconto di ciò che accadde in Prussia, Austria e altri stati germanici durante l'anno 1848, descrivendo l'impatto delle aspirazioni della classe media e della classe operaia sull'idea dell'unificazione tedesca. Vengono discussi gli eventi in Austria e Prussia, insieme al ruolo dei polacchi e dei cechi e del panslavismo, contro il quale si oppose Engels.
Il libro copre anche il processo ai comunisti di Colonia in cui gli imputati furono assolti dopo che alcune prove furono grossolanamente falsificate. C'è un'appendice sulla Lega dei comunisti che esisteva molto prima che Marx ed Engels vi entrassero.

## Storia della pubblicazione

### Giornalismo
All'inizio del 1851 Charles Dana, allora editore del New York Daily Tribune, suggerì a Karl Marx di contribuire con scritti storici e di attualità al giornale. Dana è stato avvertito della possibile disponibilità di Marx dal suggerimento di Ferdinand Freiligrath, un ex collaboratore di Marx nella redazione del quotidiano Neue Rheinische Zeitung di Köln.
Marx era all'epoca impegnato nella ricerca economica e non poteva adempiere all'incarico, ma il 14 agosto 1851 scrivemmo una lettera chiedendo al suo amico e co-pensatore Frederich Engels di produrre "una serie di articoli sulla Germania, dal 1848 in poi. " Engels fu d'accordo con questo piano e nei successivi 13 mesi continuò a produrre 19 articoli sulla rivoluzione tedesca del 1848 per la stampa di New York. Marx è stato attentamente consultato durante la stesura di questo materiale e ha letto ogni manoscritto prima di inviarlo per la pubblicazione.
Anche se scritti da Engels, questi articoli furono pubblicati a firma di Karl Marx, con il titolo della serie "Germania: rivoluzione e controrivoluzione". Gli articoli non erano inoltre intitolati, ma apparivano invece sotto un numero romano; i singoli titoli furono creati nel 1896 dall'editore Eleanor Marx Aveling per la prima edizione del materiale in forma di libro.
Gli articoli andarono dal 25 ottobre 1851 al 23 ottobre 1852. Dopo essere apparso sul Tribune, il materiale non fu mai più pubblicato durante la vita di Marx ed Engels, ad eccezione dei primi due pezzi, che furono ristampati in traduzione tedesca dal New-Yorker Abendzeitung alla fine di ottobre 1851. Gli articoli "Rivoluzione e controrivoluzione" scritti da Engels furono determinanti per stabilire Marx con il Tribune e iniziò un rapporto giornalistico che sarebbe continuato per più di un decennio. Marx stesso iniziò a scrivere per il giornale nell'agosto 1852 quando contribuì con un articolo sulle elezioni in Inghilterra, scrivendo prima in tedesco e avvalendosi di Engels e di altri amici per aiutare con la traduzione inglese.
Nel gennaio 1853 Marx parlava abbastanza bene l'inglese da scrivere per il Tribune senza ulteriore assistenza editoriale. Marx riceverebbe un importo forfettario molto modesto di £1 per articolo per questi lunghi contributi.

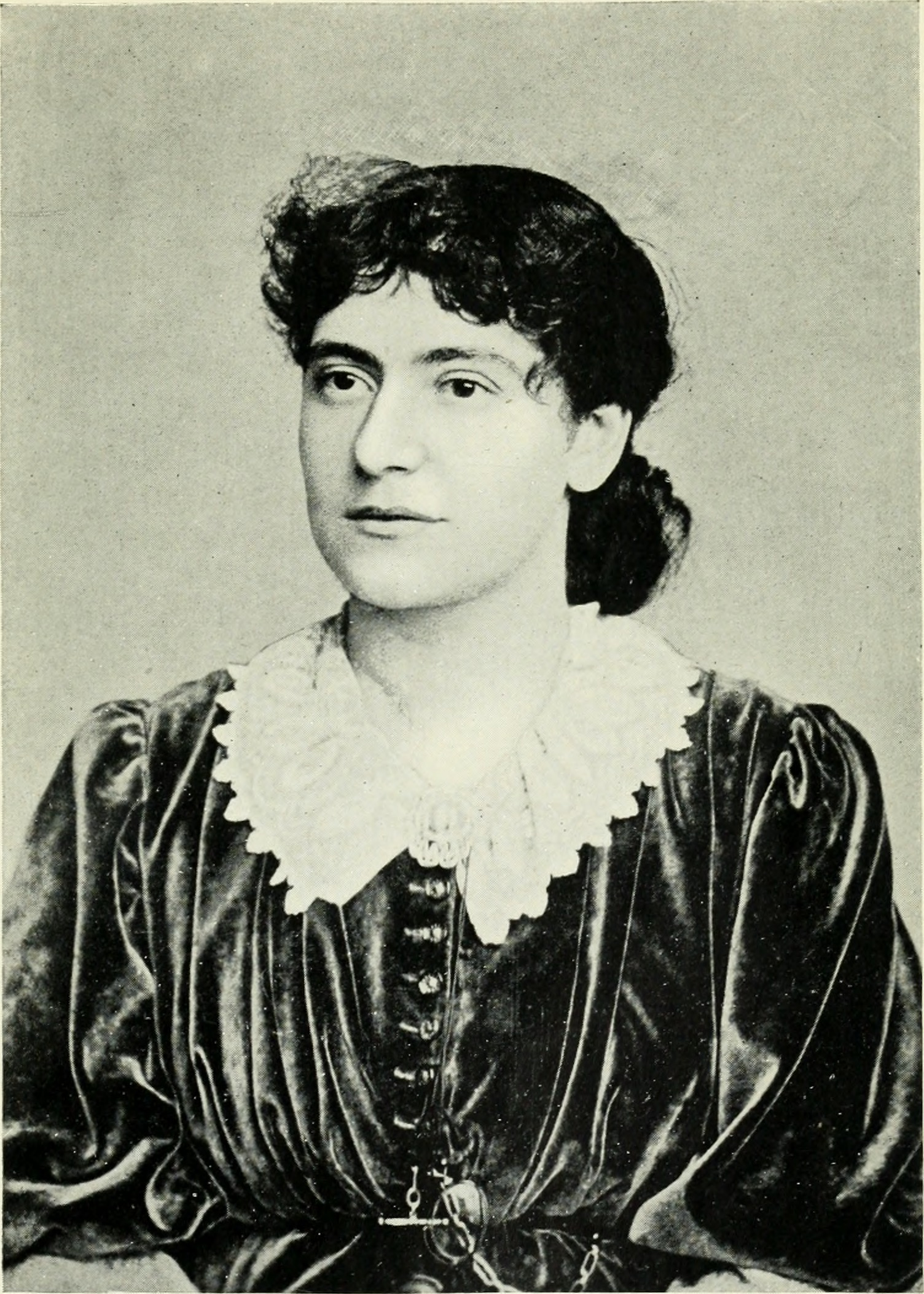
Eleanor Marx (1855-1898), curatore della prima edizione di "Rivoluzione e controrivoluzione in Germania".

### Libro
Spetterebbe alla figlia più giovane di Marx, Eleanor Marx Aveling, raccogliere gli articoli "Germania: rivoluzione e controrivoluzione" in forma di libro. Questi apparvero per la prima volta nel 1896 in un volume pubblicato da Swan Sonnenschein & Co. intitolato "Rivoluzione e controrivoluzione"; o, "Germania nel 1848". Ciascuno dei 19 articoli "Rivoluzione e controrivoluzione" era intitolato da Aveling e appariva come capitoli.
Poiché la serie originale era stata interrotta da un articolo per motivi di spazio, Aveling aggiunse un ventesimo e ultimo articolo alla raccolta pubblicata per concludere il materiale – un altro pezzo di Engels ma pubblicato sotto la firma di Marx intitolato "Il tardo processo a Köln" che era apparso per la prima volta sul Tribune il 22 dicembre 1852.
La distribuzione dell'opera da Aveling è stata gestita negli Stati Uniti dal socio in affari americano di Swan Sonnenschein, la casa editrice di Charles Scribner's Sons. Il libro fu spesso ristampato negli anni successivi, inclusa una traduzione tedesca del 1896 di Karl Kautsky intitolata "Revolution und Kontre-Revolution in Deutschland" (Rivoluzione e controrivoluzione in Germania). Il nuovo titolo di Kautsky del materiale sarebbe diventato il nome comunemente accettato di questo lavoro pubblicato.
Fu solo con la pubblicazione nel 1913 della corrispondenza tra Marx ed Engels che divenne nota la vera paternità della "Rivoluzione e controrivoluzione in Germania" pubblicata postuma. Nonostante queste informazioni, continuarono ad apparire edizioni attribuite erroneamente, inclusa un'edizione del 1952 della ditta britannica Allen & Unwin e un'edizione americana del 1971 di una piccola ditta chiamata Capricorn Books, che elencavano entrambe Karl Marx come autore.

## Contenuto
"Revolution and Counter-Revolution" è un resoconto di ciò che accadde in Prussia, Austria e altri stati tedeschi durante il 1848, descrivendo l'impatto sulle aspirazioni della classe media e della classe operaia e sull'idea dell'unificazione tedesca. Vengono discussi gli eventi in Austria e Prussia, insieme al ruolo dei polacchi e dei cechi e del panslavismo, contro il quale Engels era contrario.
Viene discusso anche il processo comunista di Köln, in cui gli imputati sono stati assolti dopo che è stato dimostrato che alcune delle prove erano state rozzamente falsificate.

### Elenco degli articoli
1. La Germania allo scoppio della rivoluzione (25 ottobre 1851)
2. Lo Stato prussiano (28 ottobre 1851)
3. Gli altri stati tedeschi (6 novembre 1851)
4. Austria (7 novembre 1851)
5. L'insurrezione di Vienna (12 novembre 1851)
6. L'insurrezione di Berlino (28 novembre 1851)
7. L'Assemblea nazionale di Francoforte (27 febbraio 1852)
8. Polacchi, cechi e tedeschi (5 marzo 1852)
9. Panslavismo. La guerra dello Schleswig-Holstein (15 marzo 1852)
10. La rivolta di Parigi. L'Assemblea di Francoforte. (18 marzo 1852)
11. L'insurrezione viennese (19 marzo 1852)
12. La presa di Vienna. Il tradimento di Vienna. (9 aprile 1852)
13. L'Assemblea costituente prussiana. L'Assemblea Nazionale. (17 aprile 1852)
14. Il ripristino dell'ordine. Dieta e Camera. (24 aprile 1852)
15. Il trionfo della Prussia (27 luglio 1852)
16. L'Assemblea Nazionale e i Governi (19 agosto 1852)
17. Insurrezione (18 settembre 1852)
18. Piccoli commercianti (2 ottobre 1852)
19. La chiusura dell'insurrezione (23 ottobre 1852)
20. Il tardo processo a Köln (22 dicembre 1852)